# Lepidagathis callistachys
Lepidagathis callistachys är en akantusväxtart som beskrevs av Kameyama. Lepidagathis callistachys ingår i släktet Lepidagathis och familjen akantusväxter. Inga underarter finns listade i Catalogue of Life.